# Неорганические сульфиды
Неорганические сульфиды (от лат. sulphur — сера) — класс химических соединений, представляющих собой соединения металлов (а также ряда неметаллов — В, C, Si, Р, Cl, As) с серой (S), где она имеет степень окисления −2. Могут рассматриваться как соли сероводородной кислоты H2S. Свойства сульфидов сильно зависят от металлов, входящих в их состав.

## Свойства
По физическим свойствам неорганические сульфиды разделяются на несколько групп:
1. Диэлектрики (сульфиды щелочных и щелочноземельных металлов, MgS, Al2S3, BeS)
2. Полупроводники (сульфиды p-элементов, высшие сульфиды d- и f-элементов, а также Cu2S, Ag2S, ZnS, CdS, HgS)
3. Проводники (низшие сульфиды d- и f-элементов MS)
4. Сверхпроводники (например, La3S4)

В зависимости от типа химической связи неорганические сульфиды делятся на 3 группы:
1. Сульфиды щелочных и щелочноземельных металлов с ионно-ковалентной связью с большой долей ионной составляющей
2. Сульфиды d- и f-металлов с металлической и ионно-ковалентной связью
3. Сульфиды p-элементов (а также ZnS, CdS, HgS, Cu2S, Ag2S) с ковалентно-ионной связью с большой долей ковалентной составляющей.

Сульфиды первой группы имеют состав M2S, MS с высокой энтальпией образования, высокими температурами плавления. Они являются солеподобными веществами, растворяются в воде (в том числе с разложением), способны окисляться до сульфатов и разлагаются кислотами. Могут образовывать полисульфиды.
Сульфиды второй группы имеют сложный состав, например, MS, M5S7, M3S4, MS2, MS3 и др. Обладают высокой термической устойчивостью, снижающейся при увеличении в молекулах числа атомов серы. Нерастворимы в воде, способны разрушаться при действии горячих концентрированных растворов серной и соляной кислот, окисляются при действии сильных окислителей. При нагревании на воздухе окисляются до оксидов и сульфатов.
Сульфиды третьей группы легко окисляются, разлагаются водой, растворяются в кислотах.

## Получение
Сульфиды получают различными методами:
{\displaystyle {\mathsf {Fe+S\rightarrow FeS}}}
{\displaystyle {\mathsf {2CdO+3S\rightarrow 2CdS+SO_{2}}}}
{\displaystyle {\mathsf {TiO_{2}+CS_{2}\rightarrow TiS_{2}+CO_{2}}}}
{\displaystyle {\mathsf {Na_{2}SO_{4}+4C\rightarrow Na_{2}S+4CO}}}
{\displaystyle {\mathsf {2Ga+3H_{2}S\rightarrow Ga_{2}S_{3}+3H_{2}}}}
{\displaystyle {\mathsf {ZnCl_{2}+Na_{2}S\rightarrow ZnS+2NaCl}}}

## Сульфиды в природе
В природных условиях сера встречается в трёх валентных состояниях: аниона S2-, образующего сульфиды (сфалерит ZnS, молибденит MoS2), аниона S22-, образующего дисульфиды (пирит FeS2), и частицы S+6 в составе сульфат-иона (гипс CaSO4, барит BaSO4). Вследствие этого миграция серы в земной коре определяется степенью её окисленности: восстановительная среда способствует образованию сульфидных минералов, окислительные условия — возникновению сульфатных минералов. Нейтральные атомы самородной серы представляют переходное звено между двумя типами соединений, зависящими от степени окисления или восстановления.

## Применение
Природные сульфиды служат сырьем для получения соответствующих металлов, а также серной кислоты. Сульфиды находят применение как полупроводниковые материалы (CuS, CdS, PbS, Ga2S3, In2S3, GeS2 и др.), в органической химии, в медицине, для производства красок (литопон), в сельском хозяйстве и др. Сульфиды щелочноземельных металлов, цинка и кадмия (ZnS, CaS, SrS, CdS) служат основой люминофоров (ЭЛТ телевизоров и компьютерных мониторов, катодные осциллографы): синий — ZnS•Ag, зелёный — ZnSe•Ag, красный — Zn3(PO4)2, все — практически на основе сульфида цинка.

Сульфиды щелочных и щелочноземельных металлов находят применение в химической и в лёгкой промышленности; так Na2S, CaS и BaS применяются в кожевенном производстве для удаления волосяного покрова с кож.

## Токсичность
Большинство сульфидов являются токсичными.

## Примеры
- Сульфид трититана с формулой Ti3S, кристаллы.